# Lärkbock
Lärkbock (Tetropium gabrieli) är en skalbaggsart som beskrevs av Julius Weise 1905. Lärkbock ingår i släktet Tetropium och familjen långhorningar.
Artens utbredningsområde är:
- Luxemburg.
- Frankrike.
- Ukraina.

Arten är reproducerande i Sverige. Inga underarter finns listade i Catalogue of Life.